# Emily Newnham
Emily Newnham (19 de mayo de 2004) es una deportista británica que compite en atletismo, especialista en las carreras de velocidad. Ganó dos medallas en el Campeonato Europeo de Atletismo en Pista Cubierta de 2025, plata en 4 × 400 m y bronce en 4 × 400 m mixto.

## Palmarés internacional
| Campeonato Europeo en Pista Cubierta | Campeonato Europeo en Pista Cubierta | Campeonato Europeo en Pista Cubierta | Campeonato Europeo en Pista Cubierta |
| Año                                  | Lugar                                | Medalla                              | Prueba                               |
| ------------------------------------ | ------------------------------------ | ------------------------------------ | ------------------------------------ |
| 2025                                 | Apeldoorn (Países Bajos)             | Medalla de plata                     | 4 × 400 m                            |
| 2025                                 | Apeldoorn (Países Bajos)             | Medalla de bronce                    | 4 × 400 m mixto                      |